# Viitajärvi (Övertorneå socken, Norrbotten, väster om Juoksengi)
Viitajärvi är en sjö i Övertorneå kommun i Norrbotten och ingår i Torneälvens huvudavrinningsområde. Sjön har en area på 0,0962 kvadratkilometer och ligger 123 meter över havet.

## Delavrinningsområde
Viitajärvi ingår i det delavrinningsområde (740736-184262) som SMHI kallar för Utloppet av Uiitajärvi. Medelhöjden är 154 meter över havet och ytan är 1,13 kvadratkilometer. Det finns inga avrinningsområden uppströms utan avrinningsområdet är högsta punkten. Vattendraget som avvattnar avrinningsområdet har biflödesordning 5, vilket innebär att vattnet flödar genom totalt 5 vattendrag innan det når havet efter 104 kilometer. Avrinningsområdet består mestadels av skog (83 procent). Avrinningsområdet har 0,08 kvadratkilometer vattenytor vilket ger det en sjöprocent på 7,5 procent.